# 코드마인드
코드마인드 주식회사(대표 신승철)는 소프트웨어 분석 및 검증 전문기업이다. 프로그램 분석 및 프로그램 검증 분야를 연구해 온 교수, 연구원 출신이 2013년에 설립하였다. 시큐어코딩 진단을 위한 정적 테스팅 도구, 화이트박스 동적 테스팅을 위한 자동검증 도구 등을 개발 공급한다.
코드마인드는 세계수준의 정적 프로그램 분석 기술과 기호 실행 기술을 개발하여 소프트웨어 보안 및 안전 기술분야를 선도하고 있다. 또한 서울대 SW무결점 연구센터, 고려대 고품질융합SW 연구센터, 프로그래밍언어 연구회, 경북대 SW재난연구센터, KAIST 사이버보안연구센터 등과 산학협약을 맺고 산학연구교류를 활발하게 진행하고 있다.

## 정적분석 기술
코드마인드 정적분석 기술은 그래프 DB 기반 코드분석 프레임워크를 이용한 특허 기술로서 다음의 특징을 나타낸다.
- 온더플라이 정적분석
- 최신 요약해석 프레임워크
- 결함추적 그래프
- 변경분 우선분석

## 심볼릭 테스팅 기반 자동 검증 기술
코드마인드 자동 테스팅 기술은 심볼릭 테스팅과 머신러닝 휴리스틱을 융합한 자동 검증 기술이다.
- 최신 심볼릭 테스팅 기법(콘콜릭 테스팅)
- 사상 최고 성능의 테스트케이스 자동 생성
- 머신러닝 통한 코드 커버리지 극대화 기술
- 정적분석 이용한 테스트 하니스 자동생성 기술
- 자동차 전장, 로봇, 통신, 게임 등에 적용

## 제품
코드마인드는 정적 테스팅 도구 CodeMind CSI/CQI와 동적 테스팅 도구 Coyote C++, 소프트웨어 구성분석 도구 Hatter SCA를 공급한다.
- CodeMind CSI/CQI: 정적 테스팅을 통한 시큐어코딩 진단 및 소스코드 품질 진단 기능 제공
- Coyote C++: 강력한 테스트케이스 생성 및 테스트하니스 생성을 통해 완전 자동 단위 테스트를 실현
- Hatter SCA: 소프트웨어 부품명세서(BOM) 생성과 오픈소스 취약점 및 라이선스 관리 기능을 제공

## 인증, 수상, 평판
- CC인증(2016년 10월 17일): CODEMIND 1.5 (인증번호: NISS-0753-2016)
- GS인증(2017년 1월 9일): CODEMIND Browser v1.0 (인증번호: 17-0018)
- GS인증(2017년 7월 12일): CODEMIND 1.5 (인증번호: 17-0267)
- 성능인증(2017년 11월)
- 2017년 디지털이노베이션 대상 수상[6]
- 2018년 상반기 벤처창업혁신 조달상품 선정
- 2018년 글로벌SW 공모대전 수상[7]
- 2018년 SW품질대상 수상[8]
- 전자신문 2018년 상반기 인기상품 브랜드 우수품목 선정
- 디지털타임스 2018년 상반기 히트상품 소비자 추천품목 선정
- ISO 9001:2015 인증
- CC 인증(2020년 4월 24일): CODEMIND 3.6 (인증번호: ISIS-1008-2020)
- 전자정부 표준프레임워크 호환성인증
- ISO 26262-8:2018 인증 (Coyote 4.6)